# Field Museum
Il Field Museum of Natural History (abbreviato FMNH) si trova a Chicago, Illinois, USA. Si trova sulla Lake Shore Drive vicino al Lago Michigan, parte di un complesso panoramico conosciuto come il Campus Museum di Chicago. La collezione del museo contiene oltre 21 milioni di esemplari, di cui solo una piccola parte sono sempre in mostra.

## Storia
Il Field Museum è stato costituito nello Stato dell'Illinois il 16 settembre 1893 come Columbian Museum of Chicago con lo scopo di "accumulazione e di diffusione della conoscenza e la conservazione e l'esposizione di oggetti che illustrano arte, archeologia, scienza e storia". Nel 1905, il nome del museo è stato cambiato in Field Museum of Natural History in nore del primo grande benefattore del Museo, Marshall Field, e per meglio riflettere la sua attenzione per le scienze naturali. Nel 1921 il Museo spostato dalla sua posizione originale in Jackson Park nella sede attuale sulla struttura a Chicago Park District vicino al John G. Shedd Aquarium e l'Adler Planetarium. Queste tre istituzioni sono considerate tra le migliori nel loro genere nel mondo e insieme attirano più visite ogni anno di qualsiasi altro sito analogo a Chicago.

## La Collezione
La maggior parte dei reperti esposti provengono dalla Esposizione universale del 1893. La collezione The Field Museum include:
- "Sue", l'esemplare più grande e completo di Tyrannosaurus rex conosciuto.
- Una serie completa di reperti umani, tra cui manufatti dell'antico Egitto, del nord-ovest del Pacifico, delle isole del Pacifico, e del Tibet.
- Una grande collezione di molti animali di grossa taglia, tra cui due esemplari di elefante africano e i due leoni mangia-uomini dello Tsavo resi famosi dai film Buana Devil (1952) e Spiriti nelle tenebre (1996).
- Una grande collezione di dinosauri.
- Una vasta collezione di manufatti dei nativi americani. La mostra principale di questi manufatti ha riaperto nel marzo 2007.

## Galleria d'immagini

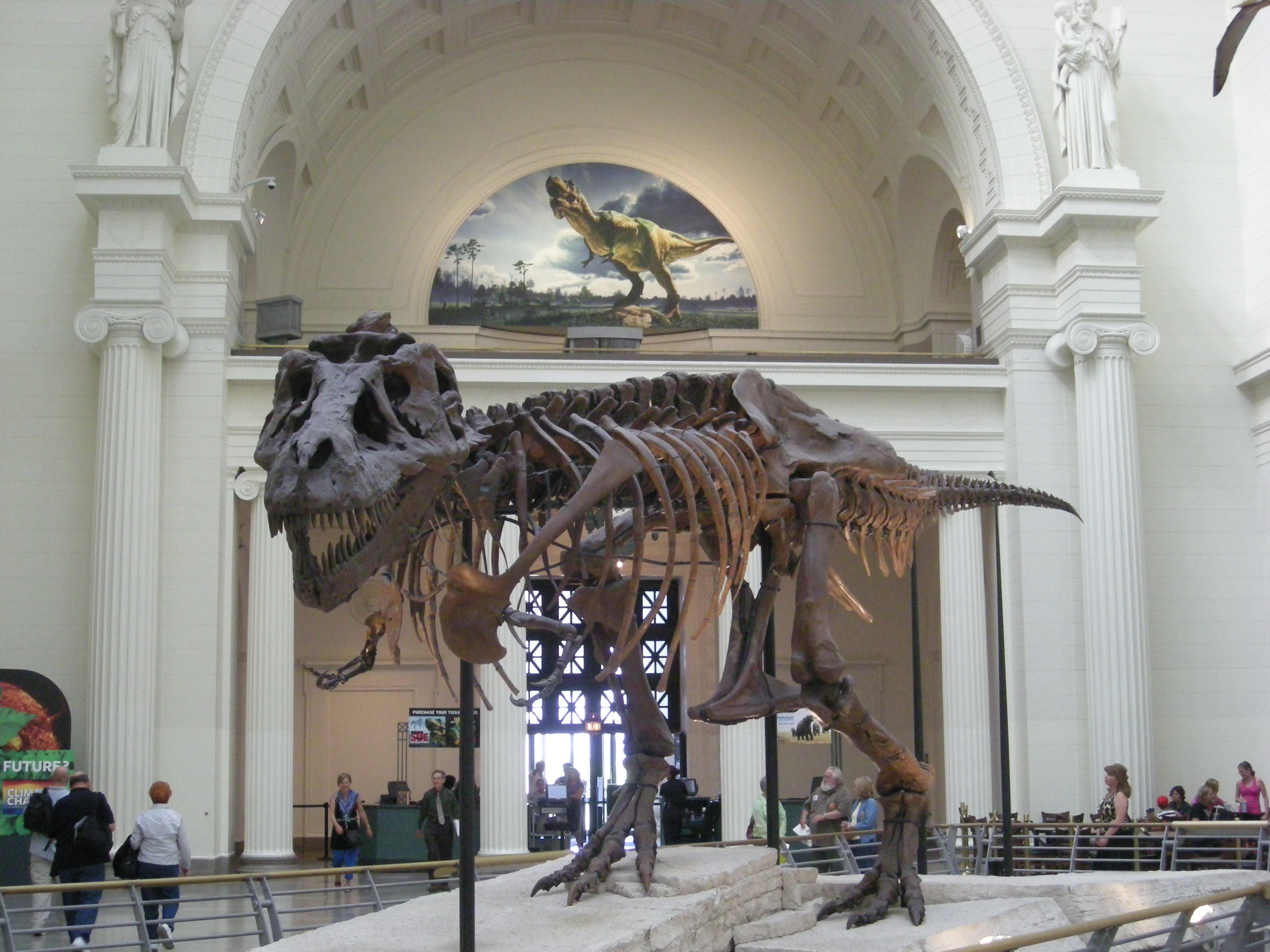
Il Tirannosauro Sue
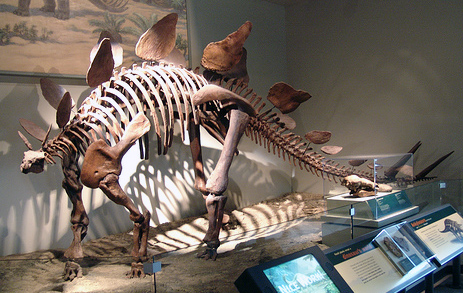
Stegosaurus
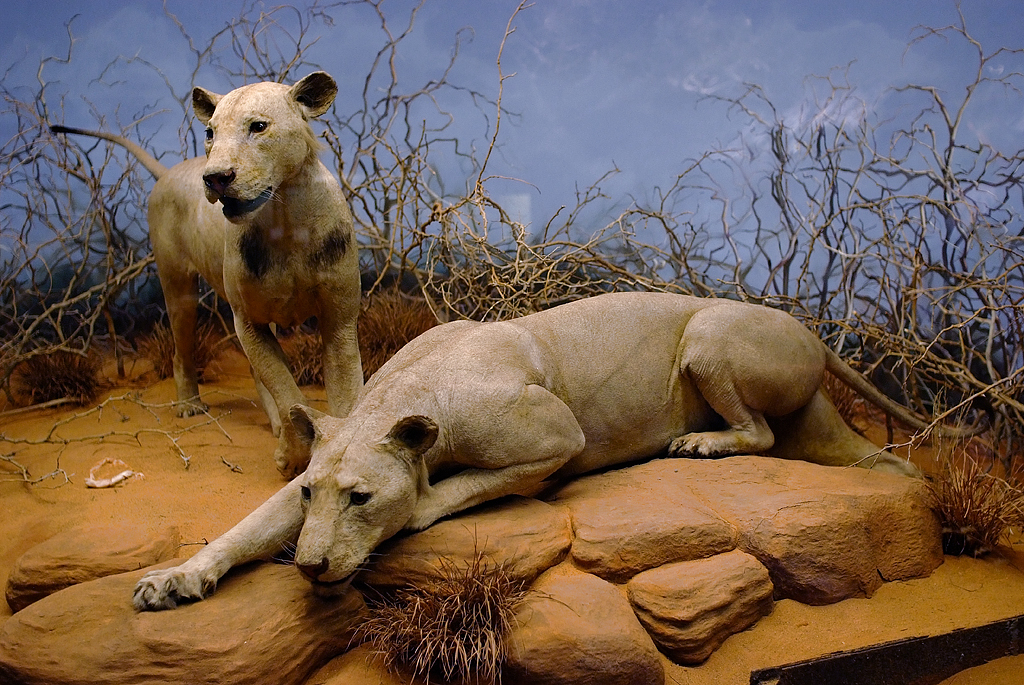
Leoni mangia-uomini dello Tsavo
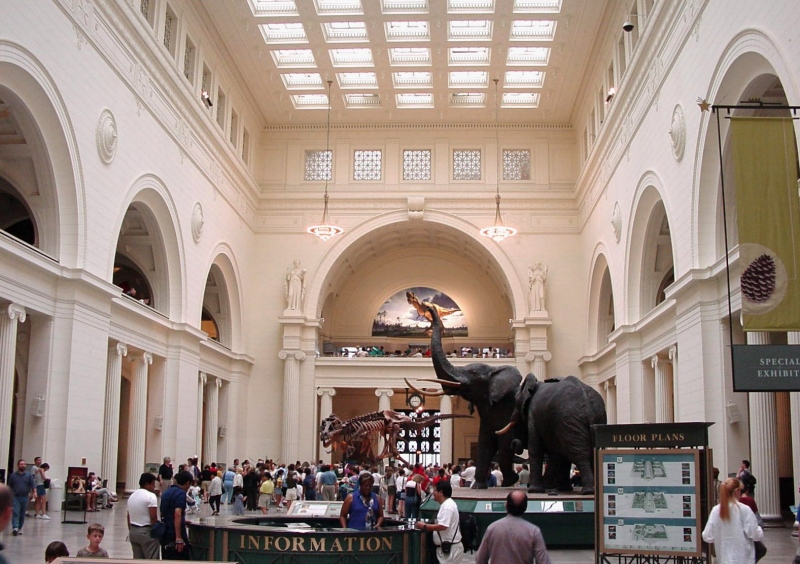
La sala di ingresso con due esemplari di elefante africano